# Andreas Hohwü

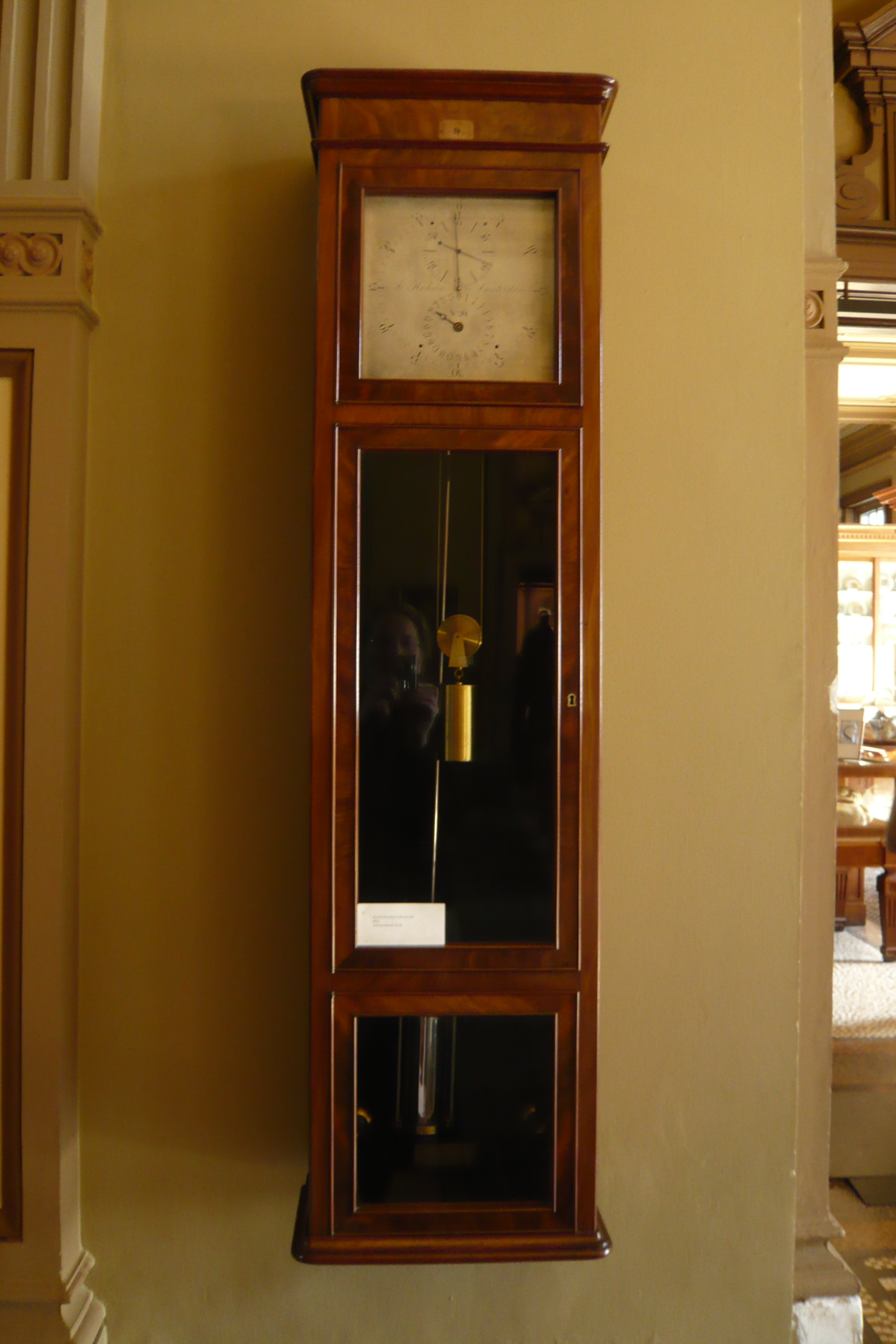
Barometer, gemaakt door Andreas Hohwü in 1865 (collectie Teylers Museum)

Andreas Hohwü (Gråsten, 18 juli 1803 – Gråsten, 28 oktober 1885) was een uurwerkmaker van Deense afkomst. 
Andreas Hohwü werd geboren in Gråsten (Sleeswijk-Holstein) een grensgebied tussen Denemarken en Duitsland.
Hij groeide op als zoon van uurwerkmaker Thomas Hohwü, en ging daarna (1829) in de leer bij de van oorsprong Nederlandse uurwerkmaker Hendrik Johan Kessels in Hamburg-Altona.
In 1834 vertrok hij naar Parijs om daar in opleiding te gaan bij Louis Breguet en werkte tot 1839 in diens atelier.
In 1840 kwam Hohwü naar Nederland waar hij zijn eigen zaak begon.  Hij werkte in Amsterdam waar hij slingeruurwerken en chronometers vervaardigde.
Andreas Hohwü werd in 1849 geridderd tot ridder in de orde van de Eikenkroon en in 1869 tot ridder in de orde van de Nederlandse Leeuw.